# Билимбаевская улица (Екатеринбург)
Билимба́евская у́лица — улица в жилом районе «Старая Сортировка» Железнодорожного административного района Екатеринбурга. Своё название получила в честь посёлка Билимбая.

## Расположение и благоустройство
Билимбаевская улица проходит с юго-востока на северо-запад двумя соединяющимися линиями. Начинается от Таватуйской улицы и заканчивается Ангарской улицей. Пересекается с Расточной и Дружининской улицами.

## Транспорт

### Наземный общественный транспорт
По улице проходят маршруты автобуса № 06, 56, 57, 67, 68, 73, 93.

### Ближайшие станции метро
Действующих станций Екатеринбургского метрополитена на данной улице нет, линий метро к улице проводить не запланировано.

## Примечательные здания и сооружения
- № 33 — Библиотечный центр «Мир семьи»